# Don 2
Pour les articles homonymes, voir Don.
Série
Don : La Chasse à l'homme
(2006)
Pour plus de détails, voir Fiche technique et Distribution.
Don 2 : Le Retour du roi est un film indien réalisé par Farhan Akhtar sorti en 2011,. 
Il s'agit de la suite de Don : La Chasse à l'homme (2006), du même réalisateur. Le rôle principal est tenu par Shahrukh Khan entouré de Priyanka Chopra, Kunal Kapoor et Boman Irani.

## Synopsis
Après s'être enfui en se faisant passer pour son sosie, Don se cache au cœur de la Thaïlande d'où il contrôle le trafic de drogue asiatique et lorgne sur l'Europe. Traqué par les caïds européens et par Interpol, il se rend à Kuala Lumpur où il se livre aux autorités sous les yeux de Malik et de Roma qui est entrée dans la police. Dans les prisons malaises, il retrouve son vieil ennemi, Vardhaan, avec lequel il s'allie pour organiser leur évasion. 
Arrivés à Berlin, ils retrouvent Ayesha, la petite amie et complice de Don, et s'emparent d'un enregistrement vidéo compromettant qui leur permet de faire chanter J.K. Diwan, le vice président de la banque DZB : les deux gangsters exigent les plans de la banque pour qu'ils puissent y dérober les plaques d'impression des billets européens. Mais Diwan joue un double jeu et lance des tueurs aux trousses de Don. Celui-ci se fait un plaisir de leur échapper de même qu'il déjoue la traque de Roma et Malik parvenus à retrouver sa trace en Allemagne, trouvant ainsi l'occasion de rappeler : « Don ko pakarna muskil hi nahi, namumkin hai = Attraper Don n’est pas seulement difficile, c’est impossible ».
Après s'être adjoint les services de Sameer Ali, un jeune pirate informatique, Don, Vardhaan et leurs acolytes investissent la DZB où ils prennent de nombreux otages. Mais dès que Don a réussi à s'emparer des plaques d'impression, Vardhaan se retourne contre lui et il n'a que le temps de s'enfuir. Cependant, la police se révélant incapable de libérer les otages, Roma et Malik font appel à Don pour les aider. Le gangster accepte à condition de se voir accorder l'impunité. Don et Roma arrivent à libérer les otages. À la fin du film, on voit Don avec les plaques d'impression des billets.

## Fiche technique
- Titre : Don 2 : Le Retour du roi
- Réalisateur : Farhan Akhtar
- Scénario : Farhan Akhtar, Ameet Mehta et Ambrish Shah d'après les personnages créés par Javed Akhtar et Salim Khan
- Musique : Shankar Mahadevan, Ehsaan Noorani et Loy Mendonca
- Parolier : Javed Akhtar
- Direction artistique : T P Abid
- Photographie : Jason West
- Montage : Anand Subaya et Ritesh Soni
- Cascades et combats : Matthias Barsch
- Production : Farhan Akhtar et Ritesh Sidhwani (Excel Entertainment) ; Gauri Khan (Red Chillies Entertainment)
- Langue : hindi, anglais
- Pays d'origine : Inde
- Date de sortie : 23 décembre 2011
- Format : Couleurs
- Genre : film d'action, thriller
- Durée : 146 minutes

## Distribution
- Shahrukh Khan: Don, un gangster en cavale
- Priyanka Chopra (VF : Barbara Beretta)[3] : Roma, une policière recherchant Don
- Kunal Kapoor : Sameer Ali, un pirate informatique
- Boman Irani : Vardhaan, un gangster rival de Don
- Om Puri : Malik, un policier d'Interpol
- Lara Dutta: Ayesha, la petite amie et complice de Don
- Sahil Shroff : Arjun, l'ami de Roma
- Aly Khan : J.K. Diwan
- Nawab Shah (en) : Jabar, complice de Vardhaan
- Florian Lukas (VF : Emmanuel Lemire)[3] : un policier allemand
- Hrithik Roshan : participation exceptionnelle
- Frank Christian Marx

- Société de doublage : Cinephase
- Direction artistique : Benoît DuPac

## Musique
La musique d'accompagnement et des chansons est composée par le trio Shankar–Ehsaan–Loy sur des paroles de Javed Akhtar, tous quatre ayant déjà travaillé sur Don - The Chase Begins Again. L'album, qui comprend neuf pistes dont deux remixes et deux instrumentaux, sort le 17 novembre 2011 chez T-Series.
Les critiques musicaux l'accueillent avec réserve regrettant que les auteurs n'aient pas pris plus de risque et soient restés trop proches de Don - The Chase Begins Again.
- Aa Raha Hoon Palat Ke interprété par Shah Rukh Khan (00:35)
- Zara Dil Ko Thaam Lo interprété par Vishal Dadlani, Anusha Mani (05:08)
- Hai Ye Maya interprété par Usha Uthup (04:42)
- Dushman Mera interprété par Shankar Mahadevan, Sunitha Sarathy (03:44)
- The King Is Back interprété par Sunitha Sarathy (03:57)
- Mujhko Pehchan Lo interprété par KK (03:24)
- Hai Yeh Maya (remix par DJ Shane Mendonsa) interprété par Usha Uthup (04:42)
- Mujhko Pehchan Lo (remix) interprété par KK (04:51)
- The 'Don' Waltz interprété par Caralisa Monteiro (03:29)

## Tournage
Le tournage a commencé en novembre 2010 à Berlin, en Allemagne puis à Kuala Lumpur, en Malaisie.